# Campeonato Gaúcho de Futebol de 1966 - Série A
O Campeonato Gaúcho de Futebol de 1966, foi a 46ª edição da competição no Estado do Rio Grande do Sul. Participaram do campeonato doze clubes, que jogaram entre si em turno e returno. O início foi em 17 de julho e o término em 18 de dezembro de 1966. O campeão deste ano foi o Grêmio.

## Regulamento
As doze equipes se enfrentam em turno e returno. O clube com mais pontos é declarado o campeão e representará o Rio Grande do Sul na Taça Brasil 1967. O primeiro critério de desempate é saldo de gols. O último colocado é rebaixado.

## Campeão
| Campeão Gaúcho de 1966       |
| Porto Alegre                 |
| ---------------------------- |
| Grêmio Campeão (17.º título) |

| Campeão do Interior de 1966    |
| ------------------------------ |
| Juventude Campeão (5.º título) |

## Artilheiro
- Sapiranga (Floriano) 13 gols

## Segunda Divisão
Campeão:Gaúcho
2º Lugar:Uruguaiana